# 卡图蒂
卡图蒂是巴西米纳斯吉拉斯州的一个市镇。总面积285.988平方公里，总人口5303人，人口密度18.5人/平方公里。